# كيفن وير (لاعب كرة قدم أمريكية)
كيفن وير (بالإنجليزية: Kevin Ware)‏ هو لاعب كرة قدم أمريكية أمريكي، ولد في 30 سبتمبر 1980 في سان دييغو في الولايات المتحدة.

## وصلات خارجية
- كيفن وير على موقع مرجع كرة القدم المحترفة.كوم (الإنجليزية)